# André Cherpillod
André Cherpillod (9 mai 1930 -) est un espérantiste français. « Dico d’or » en 1998 et « Grand champion de la dictée des Amériques » en 1999, il a été membre de l’Académie d'espéranto de 1992 à 2010,.

## Biographie
André Cherpillod nait le 9 mai 1930 à Orly.
En 1956, il devient membre de l’association universelle d'espéranto.
Après avoir occupé divers emplois de bureau, il a passé le baccalauréat en autodidacte puis suivi une carrière de professeur de sciences naturelles dans l'enseignement privé sous contrat. Depuis 1990, il occupe sa retraite à la rédaction d'ouvrages sur les sujets les plus variés et les fait connaître à l'occasion de conférences. Presque tous sont édités par l'auteur lui-même, qui réside à Courgenard, dans la Sarthe. Une partie d'entre eux sont en espéranto.

## Œuvres

### Sur la langue française
- Des mots, des mots, des mots, pour éviter les maux, Courgenard, Éd. de La Blanchetière, 2007  (ISBN 2-906134-71-6)
- Dictionnaire étymologique des noms d’hommes et de dieux, Paris, Masson, 1988  (ISBN 2-225-81556-9)
- Dictionnaire étymologique des noms géographiques, Paris, Masson, 1986  (ISBN 978-2-225-81038-1). Réimprimé en 1991  (ISBN 2-225-82277-8)
- Difficultés et subtilités de la langue française, Courgenard, Éd́. de La Blanchetière, 2002  (ISBN 2-906134-54-6). Seconde éd. : 2017  (ISBN 978-2-36620-049-2)
- Éloge de l'orthographe, Courgenard, A. Cherpillod, 2000  (ISBN 2-906134-52-X)
- Fleurs de rhétorique : figures d'élocution, de diction, de construction, de grammaire, de style, de mots, Courgenard, Éd́. de La Blanchetière, 2017  (ISBN 978-2-36620-048-5)
- Orthographie française : aide-mémoire grammatical, Courgenard, A. Cherpillod, 1999  (ISBN 2-906134-47-3)
- Les outils grammaticaux du français, Courgenard, Éd. de La Blanchetière, 2015  (ISBN 978-2-36620-031-7)
- Le participe passé démystifié : enfin, une étude rationnelle qui met à la poubelle les scories qu'on traîne depuis des siècles !, Courgenard, Éd́. de La Blanchetière, 2016  (ISBN 978-2-36620-042-3)
- Pitié pour le français : lexique des difficultés de notre langue, Courgenard, A. Cherpillod, 1992  (ISBN 2-906134-19-8)
- Les racines scientifiques du français, A. Cherpillod, 1988  (ISBN 2-906134-07-4)
- Et si la télévision parlait français?, A. Cherpillod, La Blanchetière, Courgenard, 2018  (ISBN 978-2-36620-051-5)
- Pleure, ô ma langue bien-aimée, A. Cherpillod, La Blanchetière, Courgenard, 2018  (ISBN 978-2-36620-054-6)

### Sur l’espéranto
En français :
- Les langues agglutinantes et l'espéranto, 1989
- Mots rares et faux amis, 1992
- Espéranto ou Babel : faut choisir, 1995
- Voyage au fil des mots, 1995
- Une langue pour l'Europe, 2003
- L'espéranto, une valeur culturelle, une valeur pédagogique, 2005
- Une langue naturelle, démocratique, mondiale, c'est ce qu'il faut à l'Europe, 2007
- L'Espéranto, la plus facile des langues, 2008
- Verbes transitifs, verbes intransitifs, 2008
- L'espéranto de A à Z, 2009
- Les outils grammaticaux de l'espéranto, 2009
- La malédiction de Babel, 2011

En espéranto :
- La Aglutinaj Lingvoj kaj Esperanto, 1988
- NePivaj Vortoj, 1988
- La Zamenhofa Radikfarado, 1990
- Mil Ekzotaj Vortoj, 1992
- Vortkonsisto, vortfarado, vortanalizo, vortordo, 1996
- Po, la diabla vorto, 1996
- Konciza Etimologia Vortaro de Esperanto, eld. UEA, 2002
- La Tradukarto kaj ties problemoj, 2003
- La Vortfarado en dek lecionoj, 2003
- Etimologia Vortaro de la propraj nomoj, eld. UEA, 2005
- Lingvaj Babilaĵoj, 2005
- Mia Vivo kaj Esperanto, 2011
- Etimologiaj vagadoj, 2012
- Leksikaj vagadoj, 2012
- Enciklopedieto de Esperanto, 2015

### Sur d’autres langues
- L'extraordinaire diversité des langues, 2006
- La langue gauloise : histoire : grammaire : lexique, Courgenard, A. Cherpillod, 1998  (ISBN 2-906134-44-9)
- La Galla Lingvo, 1998
- La kelt-semidaj lingvoj, 2008
- Les langues celto-sémitiques, 2008
- Les mystères de l'écriture chinoise - La Misteroj de la ĉina skribo, 2003
- Akada Leksikono, 1989
- Konciza Gramatiko de Volapuko, 1995
- Vortaro Volapük-Espéranto kaj Esperanto-Volapük, 2003
- Ido, unu jarcenton poste, 2007
- Dore domilado Solresol, 2008
- Guide des amoureux de l'hébreu biblique, 2011
- Les accents de cantillation dans la Bible hébraïque, 2013
- Alphabets du monde, 2016
- Alfabetoj de l'mondo, 2016
- Volapuko en dek lecionoj, 2016
- Proverbes du monde, 2016
- La richesse inouïe des langues, 2016
- Promenade à travers les langues, 2017
- Promenante tra la lingvoj, 2017
- Okcidentalo en kvin lecionoj, 2017
- Universalglot, la planlingvo de J.Pirro, 2017

### Sur des sujets d’histoire
- Apologie pour le Suaire de Turin, en collaboration avec S. Mouraviev, 1998
- Atlantide, le continent perdu, 1996
- Alchimie : l'art mystérieux d'Hermès, 2012
- La Bible : histoire ? légendes ?, 2007
- La Biblio, ĉu historio? ĉu legendoj?, 2008
- Le calendrier à travers le temps et l'espace, 2002
- Les deux mystères de Jeanne d'Arc : sa naissance, sa mort, 1992
- Les dieux d'Israël : la vraie nature du Dieu de la Bible, 1990
- Le suaire de Turin : l'impossible objet, 1996
- De l'édit de Nantes à la révolte des Camisards, 1998
- Gilles de Rais, un grand seigneur sodomite et assassin, 2000
- Glozel et l'écriture préhistorique, 1991
- Histoire des chiffres, 1996
- Jeanne la Pucelle : autopsie d'un mythe, 2011
- Jeanne la Pucelle : de la légende à l'histoire, 2014
- Jésus: un dieu ? un homme ?, 2011
- Et le soleil s'arrêta : catastrophisme dans le folklore des peuples, 1993
- Le suaire de Turin : miracle ou pas miracle ?, 2010
- Le Plessis-Bourré et l'alchimie, 2010
- Richard Wagner : sa vie, son œuvre, 2013
- Richard Wagner : lia vivo, lia verkaro, 2013
- Jésus : un homme, pas un dieu !, 2013
- Jesuo : homo, ne dio!, 2013
- Mensonges et secrets de l'histoire, 2015
- Mensogoj kaj sekretoj de la historio, 2015
- Les Templiers : leurs mystères, leurs secrets 2015
- La Templanoj : iliaj misteroj, iliaj sekretoj 2015
- L'Homme au masque de fer : qui était-il ?, 2015
- La Fermaskito : kiu li estis?, 2015
- Le Messie, un mythe qui a traversé les siècles, 2018

### Sur des sujets scientifiques
- Medicina Leksikono, 2009
- Muzika Leksikono, 2013
- Baleines, dauphins et autres merveilles de l'océan, en collaboration avec Marie-Christine Body, 2006
- Balenoj, delfenoj kaj aliaj mirindaĵoj de l'oceano, en collaboration avec Marie-Christine Body, 2006
- Et le poisson devint homme - Kaj la Fiŝo iĝis homo (bilingue français-espéranto), 2001
- Proudhon hébraïsant, 2019

### Sur le docteurZamenhof,Hillel HazakenetGaston Waringhien
- Zamenhof et le judaïsme, 1997
- Zamenhof kaj judismo, 1997
- Les trois rêves humanistes du docteur Zamenhof, 2007
- Hillel la Saĝulo, 2005
- L. L. Zamenhof : datoj, faktoj, lokoj, 1997
- G. Waringhien, héraut de la langue internationale (bilingue français-espéranto), 2000

### Traductions d'œuvres littéraires
- La Mortinta Reĝino (La Reine morte), d'Henry de Montherlant, 1986
- Jeanne d'Arc au Bûcher - Ĵana d'Arko ĉe la Ŝtiparo (bilingue), de Paul Claudel, 1986
- Mateo Falkono - Mateo Falcone (bilingue), de Prosper Mérimée, en collaboration avec Thierry Saladin, 2003
- Historio de farmobiena servistino - Histoire d'une fille de ferme (bilingue), de Guy de Maupassant, 2003
- La Laksigo de Bebo (On purge Bébé), de Georges Feydeau, 2009
- La Trudita Edziĝo - Le Mariage forcé (bilingue), de Molière, 2009
- Tartufo (Tartuffe), de Molière, 2012
- Mikromego (Micromégas), de Voltaire, 2014
- Le Chant des chants - שיר השירים (bilingue), de la Bible, 1989
- Kanto de kantoj - שיר השירים (dulingva), el la Biblio, 1988
- Proverbaro tutmonda, 2010
- Katekismo de la honesta homo (Le catéchisme de l'honnête homme), de Voltaire, 2012
- La signo, de Guy de Maupassant, 2013
- Cyrano de Bergerac, d'Edmond Rostand, traduction en espéranto, 2016
- Heraklito la Efezano, hipoteza rekonstruo de lia libro, 2019

## Édition
André Cherpillod a également publié :
- Johann Schmidt, Historio de la universala lingvo volapuko, traduit par Philippe Combot, Courgenard, Éd. de La Blanchetière, 1996  (ISBN 2-906134-30-9)
- Jean-Luc Tortel, L'espéranto en quarante leçons, Courgenard, Éd. de La Blanchetière, 2013  (ISBN 978-2-36620-006-5)
- Jean-Luc Tortel, L'espéranto par ses proverbes, locutions et adages, Courgenard, Éd. de La Blanchetière, 2014  (ISBN 978-2-36620-016-4)
- Georges Kersaudy (1921-2015) (Biographie du polyglotte Georges Kersaudy), éd. La Blanchetière 2015